# Войтеховский, Александр Фёдорович
Алекса́ндр Фёдорович Войтеховский (род. 28 июля 1944) — советский футболист, защитник.
Воспитанник витебского футбола. Всю карьеру в командах мастеров провёл в брестской команде «Спартак»/«Буг»/«Динамо». В 1966—1976 годах сыграл более трёхсот матчей, забил 27 голов. Был капитаном команды